# Sanne Dekker
Sanne Monique Dekker (Tilburg, 29 settembre 1993) è una bobbista olandese naturalizzata austriaca.
Ha assunto la cittadinanza austriaca durante il 2014.

## Biografia
Compete professionalmente dal 2011 come frenatrice per la squadra olandese iniziando a gareggiare nelle categorie giovanili e cogliendo la medaglia d'oro nel bob a due ai I Giochi olimpici giovanili invernali disputatisi nel 2012 ad Igls in Austria.
Debuttò in Coppa del Mondo il 30 novembre 2013 a Lake Placid, all'avvio della stagione 2014/15 gareggiando con la connazionale Esme Kamphuis. A seguito del cambio di cittadinanza passa alla nazionale austriaca facendo coppia con Christina Hengster con la quale conquista il suo primo podio il 27 novembre 2015 (terze nel bob a due).
Ha partecipato a tre edizioni dei campionati mondiali vincendo in totale una medaglia di bronzo. Nel dettaglio i suoi risultati nelle prove iridate sono stati, nel bob a due: undicesima a Winterberg 2015, sesta a Igls 2016 e quindicesima a Schönau am Königssee 2017; nella gara a squadre: sesta a Winterberg 2015 e medaglia d'argento a Igls 2016. 
Agli europei conta invece due partecipazioni e un quarto posto raggiunto a Sankt Moritz 2016.

## Palmarès

### Mondiali
- 1 medaglia:
  - 1 argento (gara a squadre a Igls 2016).

### Olimpiadi giovanili
- 1 medaglia:
  - 1 oro (bob a due ad Innsbruck 2012).

### Coppa del Mondo
- 6 podi (tutti nel bob a due):
  - 2 secondi posti;
  - 4 terzi posti.

### Coppa Europa
- 5 podi (tutti nel bob a due):
  - 1 vittoria;
  - 2 secondi posti;
  - 2 terzi posti.